# Rubovszky Kálmán
Rubovszky Kálmán (Kisvárda, 1942. július 26. – Debrecen, 2011. június 8.) magyar andragógus, filmesztéta, tanszékvezető egyetemi docens, a hazai kulturális menedzserképzés megteremtője.

## Életpályája
A kisvárdai Bessenyei Gimnáziumban érettségizett. 1961-ben felvették a KLTE magyar-történelem-népművelés szakára, ahol 1966-ban szerzett diplomát. 1966-1972-ig a budapesti Fővárosi Moziüzemi Vállalat (FŐMO) filmreferense. 1972-től a debreceni Kossuth Lajos Tudományegyetem Felnőttnevelési és Közművelődési Tanszékének munkatársa, 1992-től tanszékvezetője.

## Munkássága
Az 1970-es évektől kezdődően filmesztétikával foglalkozott, melynek keretében irodalmi művek filmadaptációjának kérdéseit vizsgálta. Az 1980-as években a képregénykutatás és a kommunikációelmélet felé fordult, melyeknek neves hazai képviselője lett. Az 1990-es években az ifjúsági irodalom kutatásába is bekapcsolódott, megtartva a korábbi kutatási irányokat. Iskolateremtő tevékenysége is ebben az időszakban teljesedik ki. Érdeklődésének középpontja mindvégig a jel szerepe a huszadik századi közlési rendszerekben, mely munkásságát meghatározó módon végigkíséri. A határtudományok, a klasszikus irodalom területeiből kifejlődő, a hagyományos felosztásba nehezen besorolható, a technikai vívmányok nyomán létrejövő új jelenségek foglalkoztatták.

## Iskolateremtő tevékenysége
Az 1990-es évek elején a rendszerváltás nyomán megváltozó társadalmi igényeknek megfelelően megreformálja a népművelő-képzést és létrehozza a szabad piacgazdaság keretrendszeréhez jobban alkalmazkodó kulturális menedzser-képzést. A reform alapja a City University London Cultural Policy & Management programja, melynek nyomán a debreceni Kossuth Lajos Tudományegyetemen művelődési- és felnőttképzési menedzser szak néven létrejön Magyarországon az első nyugat-európai mintájú, a kulturális élet szervezésével foglalkozó szakemberképzés. Ez mintául szolgált a később Pécsett és Budapesten létrejövő, hasonló jellegű képzések elindításához.

## Művei
- Durkó Mátyás–Rubovszky Kálmán: Az iskola és a közművelődés (népművelés) kapcsolata; Szabolcs-Szatmár megyei Tanács soksz., Nyíregyháza, 1973 (Módszertani füzetek. Városi Művelődési Központ)
- Rubovszky Kálmán–Thoma László: Művészet – befogadás – szórakozás; KLTE, Debrecen, 1974 (Nevelés, művelődés)
- Szöveggyűjtemény a filmi közlés tanulmányozásához (1974)
- Sz. Szabó László–Rubovszky Kálmán: Ízlés, divat, közvetítés; KLTE, Debrecen, 1977 (Nevelés, művelődés)
- Szöveggyűjtemény a közlési rendszerek tanulmányozásához (1985)
- Szépirodalmi művek adaptálása Móricz Zsigmond: Légy jó mindhalálig című művének tükrében; Művelődéskutató Intézet, Bp, 1985 (Értékvizsgálatok)
- Apropó: comics! A hazai fogyasztású, magyar nyelvű képregények értékjellegzetességei; Művelődéskutató Intézet, Bp., 1988
- A képregény; vál., szerk. Rubovszky Kálmán; Gondolat, Bp., 1989 (Pro és kontra)
- Az ifjúsági könyv mint művelődési jelenség (1995)
- Books for Children and Young People: A medium (1998)
- A magyar felnőttoktatás története konferencia dokumentumai. Debrecen, 1997. október 6-8.; szerk. Maróti Andor, Rubovszky Kálmán, Sári Mihály; Német Népfőiskolai Szövetség Nemzetközi Együttműködési Intézet, Bp., 1998 (Felnőttoktatás, továbbképzés és élethosszig tartó tanulás)
- Felnőttoktatás, ifjúság, művelődés. A Debreceni Egyetem Művelődéstudományi és Felnőttnevelési Tanszékének tanulmányai; szerk. Rubovszky Kálmán; Debreceni Egyetem, Debrecen, 2001 (Felnőttnevelés, művelődés)

## Családja
1971 óta nős, felesége Gizella történelemtanár, gyermekei Bálint (1975) fizikus és Éva (1976) kulturális menedzser.